# Irish Eyes Are Smiling
Irish Eyes Are Smiling ist ein US-amerikanischer Musicalfilm von Gregory Ratoff aus dem Jahr 1944. In den Hauptrollen sind Monty Woolley, June Haver und Dick Haymes besetzt.
Das Drehbuch basiert auf einer Geschichte von E. A. Ellington, die lose auf das Leben des Komponisten Ernest R. Ball (1878–1972) zurückgeht, der mit seinen sentimentalen Balladen große Popularität erlangte.
Alfred Newman war für seine Filmmusik für einen Oscar nominiert.

## Handlung
Der Texter und Komponist Ernest R. Ball erhält 1911 vom Cleveland Conservatory of Music die Kündigung, da man von seinen sentimentalen Balladen, die er überwiegend schreibt, wenig hält. Ball begibt sich daraufhin zu einem Burlesque, einem Unterhaltungstheater, das dem Vaudeville nahesteht, da er hofft, dort die Sängerin Belle La Tour zu finden, für die er seine Lieder geschrieben hat. Zwar findet Ball in Belles Garderobe nicht diese vor, aber eine kleine Sängerin und Tänzerin namens Mary „Irish“ O’Neill, die ihm ohne Umstände einen linken Haken verpasst. Während Ball sich von diesem überraschenden Angriff erholt, kommt er mit Mary ins Gespräch, die ihn nun ermutigt, seine Balladen vorzutragen. Als Belle hinzukommt, reagiert sie wenig erfreut und befiehlt nicht nur Ball, sondern auch Mary, zu gehen. Sich auf der Straße wiederfindend entdecken Ernest und Mary ungeahnte Gemeinsamkeiten, beide sind Waisen und beide träumen davon, sich in New York eine erfolgreiche Karriere aufzubauen. Ernest verliebt sich Hals über Kopf in die junge Dame und bittet sie, ihre Reise nach New York solange zu verschieben, bis auch er genug Geld zusammen hat, um sie zu begleiten. Mary besteht jedoch darauf, am nächsten Morgen abzureisen.
Ball ist entschlossen, das Geld für New York zusammenzubekommen und versucht, eines seiner Lieder in einem Varieté-Theater zu verkaufen. Der Boxer Stanley Ketchel ist von Balls Balladen zu Tränen gerührt und setzt sich für den Komponisten ein. Dessen Manager Edgar Brawley glaubt jedoch, dass der Song gestohlen sei. Ball, der sich in seiner ersten Enttäuschung abgewandt hat, kehrt während Stanleys Show wütend zurück, und stellt sich dessen Angebot, dass jeder Mann, der ihn schlagen könne, pro Runde 25 US-Dollar ausgezahlt bekomme. Dass Ball tatsächlich 75 US-Dollar bekommt, verdankt er der Großzügigkeit des Boxers, der bewusst darauf verzichtet hat, zu hart zuzuschlagen. Nun kann auch Ball nach New York reisen.
Trotz aller Bemühungen kann Ball Mary jedoch nicht in New York finden. So nimmt er erst einmal einen Job im Musikverlag von Leo Betz an. Dort wird er von Leo in einen Nachtdlub geschickt, um der Varieté-Sängerin Lucille Lacey eine Komposition anzubieten. Überraschend trifft Ball dort wiederum auf Edgar Brawley, der ihn erneut auslacht. Ohne weiter nachzudenken, beginnt Ball daraufhin eine seiner eigenen Kompositionen vorzutragen, wovon Lucille sich über alle Maßen beeindruckt zeigt. Sie beschließt, den jungen Mann unter ihre Fittiche zu nehmen und seine Songs in ihrer Show aufzuführen. Binnen eines Jahres ist Ernest Ball so bekannt, dass seine Lieder im gesamten Land aufgeführt werden.
Obwohl Lucille Interesse an Ball zeigt, gehört dessen Liebe nach wie vor Mary, die er inzwischen wiedergefunden hat. Sie nimmt in einem noblen Restaurant Garderobe in Empfang und schämt sich wegen dieses Jobs und kann kaum glauben, dass Ernest sie immer noch liebt. Schließlich gelingt es dem Komponisten jedoch, Mary dazu zu bewegen, ihren Job aufzugeben und mit ihm zu gehen. Während Ernest wenige Tage später auf Mary wartet, hört er, wie Edgar mit Lucille und seinem Freund Al Jackson eine Wette abschließt. Edgar setzt 25.000 US-Dollar darauf, dass es ihm gelinge aus der nächsten Frau, die die Lounge verlasse, einen Komödienstar zu machen. Edgar sorgt dafür, dass Mary die Frau ist, die Edgar auswählen muss. Mary glaubt, dass Edgar und seine Freunde aus der High Society sich nur über sie lustig machen und rennt davon. Al besteht jedoch darauf, dass Edgar seine Wette einlösen muss.
Lucille, die immer noch hofft, Ernest für sich gewinnen zu können, sorgt heimlich dafür, dass Mary an einem kleinen Theater außerhalb der Stadt angestellt wird. Al hingegen, der Mary findet, verspricht ihr einen Job in einem Theater in Kuba. Gerade als Mary sich auf diese Reise vorbereiten will, wird sie von Ernest aufgestöbert, der sie bittet, zu ihm zurückzukehren. Mary ist jedoch davon überzeugt, dass Lucille und Ernest ein Paar sind und weigert sich, ihm zu glauben. Erst nachdem das Schiff schon losgefahren ist, offenbart der angetrunkene Al, Mary, dass Ernest sie immer geliebt habe. Daraufhin kehrt Mary an Bord des Lotsenbootes nach New York zurück. Dort findet sie Ernest allerdings nicht mehr vor. Edgar tröstet sie und stellt eine neue Show mit Mary in der Hauptrolle auf die Beine. Darin wirbt er für Ernest Balls neuestes Lied When Irish Eyes Are Smiling. Als Ernest davon erfährt, glaubt er, Edgar habe seine Komposition gestohlen, und eilt nach New York zurück. Nachdem der letzte Vorhang der überaus erfolgreichen Vorstellung gefallen ist, fallen sich Mary und Ernest hinter der Bühne in die Arme und Mary droht Ernest scherzhaft ein blaues Auge an, wenn er sie nicht sofort küsse. Und obwohl Edgar seine Wette gewonnen hat, muss er mit ein wenig Wut im Bauch von dem glücklich aus Kuba zurückgekehrten Al erfahren, dass dieser eigentlich der Gewinner ist, denn Al profitiert von dem Erfolg der Show, da er als Geldgeber nun auch am finanziellen Erfolg beteiligt ist.

## Produktion

### Produktionsnotizen
Der Arbeitstitel des Films lautete When Irish Eyes Are Smiling (Wenn irische Augen lächeln). Die Dreharbeiten erstreckten sich über den Zeitraum 21. Februar bis Mitte April 1944, weitere Aufnahmen kamen Ende Mai/Anfang Juni 1944 hinzu. Die künstlerische Leitung lag bei Lyle R. Wheeler und Joseph C. Wright, das Szenenbild bei Thomas Little, Al Orenbach. Für die Kostüme trug René Hubert die Verantwortung, für den Ton Roger Heman senior und George Leverett. Die Spezialeffekte kamen von Fred Sersen.

### Besetzung
Laut Hollywood Reporter sollte ursprünglich Vivian Blaine eine der Hauptrollen spielen. In einer Pressemitteilung des Studios wurde verlautbart, dass Gregory Ratoff mit der Regie aufgrund seiner Kenntnisse in irischer Folklore betraut worden sei. Die Metropolitan-Opernsänger Blanche Thebom und Leonard Warren gab ihr Debüt auf der Leinwand.

### Musik im Film
- Bessie in a Bustle von James V. Monaco und Mack Gordon
Vortrag: June Haver und Chor
- The Irish Washerwoman, traditionelle Weise,
gespielt während des Vorspann und gelegentlich im Film
- I’ll Forget You von Ernest Ball und Annelu Burns
Vortrag: Dick Haymes
- Dear Little Boy of Mine von Ernest Ball und J. Keirn Brennan
Vortrag: Dick Haymes sowie im Finale von Blanche Theborn
- Let the Rest of the World Go By von Ernest Ball und J. Keirn Brennan
Vortrag: Dick Haymes und Vokalquartett sowie von Beverly Whitney in Begleitung eines Frauenchors,
des Weiteren von Harry Seymour und im Finale von Dick Haymes und June Haver
- A Little Bit of Heaven (Shure They Call It Ireland) von Ernest Ball und J. Keirn Brennan
Vortrag: Leonard Warren sowie im Finale von einem Vokalquartett
- Turn Back the Universe (and Give Me Yesterday) von Ernest Ball und J. Keirn Brennan
Vortrag: Monty Woolley
- When Irish Eyes Are Smiling von Ernest Ball und Chauncey Olcott und George Graff
Vortrag: Dick Haymes, zudem oftmals während des Films gespielt und von Dick Haymes im Finale
- Mother Machree von Ernest Ball und Chauncey Olcott sowie Rida Johnson Young
von einem Chor während der Eröffnungsszene gesungen, sowie gesungen von Blanche Thebom und im Finale
- Be My Little Baby Bumble Bee von Henry I. Marshall und Stanley Murphy
Vortrag: Veda Ann Borg und Chormädchen im Burlesque-Theater
- I Don’t Want a Million Dollars von James V. Monaco und Mack Gordon
Vortrag: Dick Haymes
- Strut, Miss Lizzie von Turner Layton und Henry Creamer
Vortrag: June Haver
- Garryowen, traditionelle Weise
gespielt während der Eröffnung des Films
- Sobre las olas (Over the Waves) von Juventino Rosas
gespielt während der Szene in Belle La Tours Garderobe
- William Tell Ouverture von Gioachino Rossini
gespielt während des „Kampfes“ in Belle La Tours Garderobe
- Hello! Ma Baby von Joseph E. Howard und Ida Emerson
gespielt, als Ernest Ball bei Betz eingestellt wird
- Love Me, and the World Is Mine von Ernest Ball und Dave Reed junior
Vortrag: Leonard Warren im Finale
- Auld Lang Syne, traditionelle Weise
gespielt, als das Schiff nach Kuba abfährt

### Historie
Ernest R. Ball (1878–1927) studierte am Cleveland Conservatory, bevor er nach New York zog, um dort in einem Varieté und als Komponist bei einem Musikverlag zu arbeiten. Mit seinen Melodien war er sehr erfolgreich, so schrieb er unter anderem auch für mehrere Broadway-Musicals. Ball war zweimal verheiratet. Mit seiner ersten Frau hatte er drei Kinder.

### Veröffentlichung
Premiere hatte Irish Eyes Are Smiling am 19. Oktober 1944 in Los Angeles. Am 7. November 1944 eröffnete der Film in New York. In Australien und Portugal war er 1945 erstmals zu sehen, in Mexiko und Schweden 1946 und in Finnland 1951. Veröffentlicht wurde er zudem in Argentinien, Brasilien und in Griechenland.

## Rezeption

### Kritiken
Bosley Crowther kam in seiner Bewertung in der New York Times zu dem Ergebnis, dass Betty Grable für die üppigen Musicalverfilmungen von Twentieth Century Fox offenbar doch nicht  unverzichtbar sei. Tatsächlich habe Miss Grable eine beachtliche Rivalin für solche Rollen, die ein bescheidenes Maß an musikalischem Talent aber ein Übermaß an spezifischer blonder Körperlichkeit erforderten, in einer Dame namens June Haver gefunden. Auch wenn ihr als Sängerin und Tänzerin einiges fehle, mache sie ihre Sache in der Tat gut. Zu Dick Haymes Verkörperung des Komponisten meinte Crowther, er sei kein junger Mann, dessen Erscheinung oder schauspielerische Virtuosität ihn der Gefahr großen Erfolgs aussetzen würden.
Der Movie & Video Guide wies darauf hin, dass der Film eine „sympathische Besetzung“ habe und „vertraute Lieder“ enthalte.
Halliwell’s Film Guide befand: „Musik-Filmbiografie nach Schema F., hübsch inszeniert.“

### Auszeichnung
Oscarverleihung 1945
- Nominierung für Alfred Newman in der Kategorie „Beste Filmmusik in einem Musikfilm“.
Der Oscar ging an Carmen Dragon und Morris Stoloff und den Film Es tanzt die Göttin.

### Nachwirkung
The Screen Guild Theatre strahlte am 11. März 1946 eine 30-minütige Radio-Adaption des Films aus, in der June Haver und Dick Haymes ihre Filmrollen neu interpretierten. Lux Radio Theatre präsentierte am 15. März 1948 eine Radiosendung, in der erneut Dick Haymes, diesmal aber mit Jeanne Crain, im Hauptpart zu hören war.